# Autorité de régulation des marchés publics
L'Autorité de Régulation des Marchés Publics, en abrégé ARMP, est placée sous la tutelle de la Présidence de la République du Bénin. Elle a pour rôle de réguler tout le système de passation des commandes publiques et des conventions de délégation de service public. A sa tête, se trouve Séraphin Agbahoungbata, nommé en Conseil des ministres le mercredi 12 mai 2021.
En tant que structure publique, l'Autorité de Régulation des Marchés Publics bénéficie d'un statut de personnalité ainsi que d'une autonomie administrative et financière.

## Missions et Attribution

### Missions
L'ARMP a pour but de réguler l'ensemble du système de passation de Ia commande publique. Cette mission de régulation a pour objet de,:
- assister des autorités nationales compétentes dans le cadre de la définition des politiques et de l’élaboration de la réglementation en matière de la commande publique ;
- organiser le système de formation de l’ensemble des acteurs de la commande publique et le développement du cadre professionnel ;
- mettre en œuvre des procédures d’audits techniques indépendants de la commande publique ainsi que Ia sanction des irrégularités constatées ;
- assurer le règlement non juridictionnel des litiges nés à l’occasion de la passation des marchés publics et de partenariat public-privé ;
- concilier  des parties en cas de litiges nés à l’occasion de l’exécution des marchés publics ;
- faciliter le dialogue entre les parties au contrat en cas de différends dans le cadre de l’exécution d’un contrat de partenariat public privé.

### Attributions
L'ARMP est chargée ,,:
- de veiller à la saine application de la réglementation et des procédures relatives à la commande publique et faire au Président de la République, toutes suggestions et propositions de nature à améliorer et renforcer l’efficience du système de la commande Publique
- d'assurer la formation, les appuis techniques, la sensibilisation et l’information des opérateurs économiques et des institutions concernées par la commande publique sur le cadre réglementaire et institutionnel de la commande publique, notamment par la publication régulière d’un bulletin d’information sur la commande publique,
- d'initier la rédaction des projets de textes d’application relatifs à la réglementation de la commande publique, des documents types de mise en concurrence et des guides de procédures ;
- de veiller à la bonne tenue et à la conservation des archives relatives à la commande publique en République du Bénin ;
- de collecter, traiter, analyser et centraliser, en vue de la constitution d’une banque de données, la documentation et les statistiques notamment les avis, autorisations, procès-verbaux, rapports d’évaluation, marchés et tous autres rapports d’activités, sur l’attribution, l’exécution et le contrôle de la commande publique ;
- de promouvoir un environnement transparent, offrant des voies de recours efficaces et favorables à la concurrence, au développement des compétences et de performance des acteurs;
- de promouvoir et assurer la mise en œuvre par l’ensemble des acteurs du système des dispositifs éthiques et déontologiques visant à proscrire la corruption ;
- d'évaluer périodiquement les capacités humaines et logistiques et financières des institutions chargées de la commande publique ;
- d'établir et publier régulièrement une liste des personnes physiques et morales ainsi que des agents publics ayant fait l’objet de sanctions ;
- d'assurer annuellement par le biais d’audits techniques indépendants, le contrôle périodique a posteriori de la passation et de l’exécution de la commande publique;
- d'initier sur la base d’une demande ou d’une information émanant de toute personne intéressée à tout moment toute investigation relative à des irrégularités ou des violations h de la réglementation nationale ou communautaire commises en matière de la commande publique ;
- de s’assurer de l’application effective de la réglementation par l’ensemble des acteurs du système de la commande Publique;
- de prononcer, conformément aux dispositions du présent décret les sanctions pécuniaires et ou d’exclusion prévues par les dispositions du code des marchés publics ;
- d'exclure de la commande publique, pour une durée limitée ou de façon définitive, les personnes physiques, les personnes morales et les agents publics qui ont violé la réglementation de la commande publique ou qui ont usé de pratiques frauduleuses. La liste desdites personnes est rendue publique dans  le bulletin d’information des marchés publics ou par tout autre canal approprié ;
- de recevoir et statuer sur les recours exercés par les candidats, les soumissionnaires et les titulaires des contrats/conventions ;
- de s’autosaisir des violations de la réglementation en matière de la commande publique ;
- de saisir ou assister en tant qu’organe de liaison des institutions communautaires de union Economique et Monétaire ouest Africaine (UEMOA), l’observatoire Régional des Marchés Publics de l’UEMOA dans le cadre de la surveillance multilatérale en matière de la commande Publique ;
- de participer aux réunions régionales et internationales ayant trait à la commande publique et entretenir des relations de coopération technique avec les organismes régionaux et internationaux agissant dans ce domaine ;
- de transmettre au Président de la République un rapport annuel sur I ‘efficacité et la fiabilité du système de passation d’exécution et de contrôle de la commande publique, assorti de toutes suggestions et propositions susceptibles de l’améliorer au plus tard 90 jours après la fin de chaque année ;
- de réaliser toutes autres missions relatives à la commande publique qui lui sont confiées par le Président de la République.

## Organisation et fonctionnement
Deux organes constituent l'ARMP,:
- le Conseil de régulation;

Il est composé de six (06) membres dont un président, un magistrat, deux représentants du secteur privé (bâtiments et travaux publics), deux (02) membres représentants les organisations de la Société civile (domaine de la lutte contre la corruption, de la bonne gouvernance et de l’éthique).
- le Secrétariat permanent

Il est composé de : 
- le Secrétariat administratif;
- la Direction de la réglementation et des affaires juridiques;
- la Direction de la formation et des appuis techniques ;
- la Direction des systèmes d'informations, des statistiques, de suivi-évaluation ;
- la Direction de I'administration et des finances.

## Siège
L'Autorité de Régulation des Marchés Publics est située à Cotonou plus précisément à la Place Bulgarie.